# 艾蜜莉 (電影)
《艾蜜莉》（英語：Emily）是一部2022年英國傳記劇情片，由法蘭西絲·歐康納執導，艾瑪·麥基飾演主角艾蜜莉·勃朗特、菲昂·懷海德飾演艾蜜莉的哥哥布倫威爾·勃朗特。

## 劇情概要
故事描述《咆哮山莊》作者艾蜜莉·勃朗特勇於追尋自我並擁抱天性的生命旅程。

## 演員名單
- 艾瑪·麥基 飾演 艾蜜莉·勃朗特
- 菲昂·懷海德 飾演 布倫威爾·勃朗特（英语：Branwell Brontë）
- 奥利弗·傑克森-科恩
- 亞莉姍卓·道林（英语：Alexandra Dowling）
- 艾蜜莉雅·潔辛（英语：Amelia Gething） 飾演 安妮·勃朗特
- 潔瑪·瓊斯（英语：Gemma Jones）
- 亞德里安·鄧巴（英语：Adrian Dunbar）[3]

## 製作
2020年5月，宣布該片將由艾瑪·麥基 、菲昂·懷海德、喬·歐文、艾蜜莉·碧崔等人參演，其中麥基將飾演主角艾蜜莉·勃朗特、懷海德飾演布倫威爾·勃朗特、碧崔飾演夏綠蒂·勃朗特。並由曾製作過《哈利波特》電影系列的大衛·白倫製作，並預計於2021年第一季在英國約克夏進行拍攝。該片是導演法蘭西絲·歐康娜的處女作，她形容這部片是給所有女性的情書，特別是年輕女性。劇組亦包括奧斯卡最佳服裝設計得主麥可·歐康納（Michael O'Connor）。2021年4月26日，主體拍攝開始。同年4月28日，喬·歐文、艾蜜莉·碧崔離開劇組。5月26號，主體拍攝完畢。預計於2022年上映。

## 外部連結
- 互联网电影数据库（IMDb）上《艾蜜莉》的资料（英文）